# Sevenia umbrina
Sevenia umbrina е вид пеперуда от семейство Многоцветници (Nymphalidae). Видът не е застрашен от изчезване.

## Разпространение и местообитание
Разпространен е в Бенин, Буркина Фасо, Гана, Гвинея, Демократична република Конго, Етиопия, Замбия, Камерун, Кения, Кот д'Ивоар, Нигерия, Сиера Леоне, Танзания, Того и Уганда.
Обитава гористи местности, влажни места, савани, крайбрежия и плажове.